# Formula Tasman 1972
La stagione 1972 della Formula Tasman fu la nona della serie. Si disputò tra l'8 gennaio e il 27 febbraio. La serie fu vinta da Graham McRae, pilota neozelandese, su Leda GM1 Chevrolet.

## La pre-stagione

### Calendario
Le gare valide per il campionato diventano otto. C'è l'esordio dell'Adelaide International Raceway.
| Gara | Nome                            | Circuito                       | Giri | Lunghezza           | Data        |
| ---- | ------------------------------- | ------------------------------ | ---- | ------------------- | ----------- |
| 1    | Gran Premio della Nuova Zelanda | Circuito di Pukekohe           | 58   | 58x2,816= 163,33 km | 8 gennaio   |
| 2    | Levin International             | Circuito di Levin              | 63   | 63x1,92=120,69 km   | 15 gennaio  |
| 3    | Lady Wigram Trophy              | Circuito di Wigram             | 47   | 47x3,43=161,1 km    | 22 gennaio  |
| 4    | Teretonga International         | Circuito di Teretonga Park     | 62   | 62x2,575=159,65 km  | 30 gennaio  |
| 5    | Surfers Paradise 100            | Circuito di Surfers Paradise   | 50   | 50x3,218=160,9 km   | 6 febbraio  |
| 6    | Warwick Farm 100                | Circuito di Warwick Farm       | 45   | 45x3,620=160,9 km   | 13 febbraio |
| 7    | Gran Premio d'Australia         | Circuito di Sandown            | 52   | 52x3,102=161,304 km | 20 febbraio |
| 8    | Adelaide 100                    | Adelaide International Raceway | 70   | 70x2,41=168,7 km    | 27 febbraio |

- Con sfondo scuro le gare corse in Australia, con sfondo chiaro quelle corse in Nuova Zelanda.

## Risultati e classifiche

### Gare
| Gara | Circuito         | Tempo     | Velocità    | Pole Position | GPV           | Vincitore      | Vettura             |
| ---- | ---------------- | --------- | ----------- | ------------- | ------------- | -------------- | ------------------- |
| 1    | Pukekohe         | 57'16"5   | 171,11 km/h | Graham McRae  | Frank Gardner | Frank Gardner  | Lola-Chevrolet      |
| 2    | Levin            | 48'34"5   | 149,09 km/h | Graham McRae  | Graham McRae  | Graham McRae   | Leda-Chevrolet      |
| 3    | Wigram           | 53'11"6   | 181,73 km/h | Graham McRae  | Graham McRae  | Graham McRae   | Leda-Chevrolet      |
| 4    | Teretonga        | 1h07'46"0 | 141,34 km/h | Mike Hailwood | Frank Matich  | Kevin Bartlett | McLaren-Chevrolet   |
| 5    | Surfers Paradise | 58'14"9   | 165,77 km/h | Frank Matich  | Frank Matich  | Graham McRae   | Leda-Chevrolet      |
| 6    | Warwick Farm     | 1h04'05"4 | 150,64 km/h | Frank Matich  | Frank Matich  | Frank Matich   | Matich Repco-Holden |
| 7    | Sandown          | 54'59"4   | 176,01 km/h | Frank Matich  | Frank Gardner | Graham McRae   | Leda-Chevrolet      |
| 8    | Adelaide         | 1h02'40"5 | 161,51 km/h | Frank Matich  | Frank Matich  | David Hobbs    | McLaren-Chevrolet   |

### Classifica piloti
Al vincitore vanno 9 punti, 6 al secondo, 4 al terzo, 3 al quarto, 2 al quinto e 1 al sesto. Non vi sono scarti.
| Punti | 9 | 6 | 4 | 3 | 2 | 1 |

| Pos | Pilota           | NZL | LEV | LWT | TER | SUR | WAR | AUS | ADE | Pts   |
| --- | ---------------- | --- | --- | --- | --- | --- | --- | --- | --- | ----- |
| 1   | Graham McRae     | 10  | 1   | 1   | Rit | 1   | 4   | 1   | Rit | 39    |
| 2   | Mike Hailwood    | 2   | 3   | 2   | Rit | 6   | 5   | 4   | 2   | 28    |
| 3   | Frank Gardner    | 1   | Rit | NA  |     | 2   | 2   | 2   |     | 27    |
| 4   | Frank Matich     | Rit | 2   | 12  | 4   | 3   | 1   | Rit | Rit | 22    |
| 5   | David Hobbs      | 3   | 11  | 11  | Rit | 4   | Rit | 3   | 1   | 20    |
| =   | Kevin Bartlett   | 4   | Rit | 3   | 1   | Rit | 3   | Rit | Rit | 20    |
| 7   | Teddy Pilette    | 6   | 5   | 7   | 2   | 5   | 7   | 6   | 3   | 16    |
| 8   | David Oxton      | Rit | 6   | 5   | 3   |     |     |     |     | 7     |
| 9   | Evan Noyes       | 8   | 7   | 4   | 5   |     |     |     |     | 5     |
| =   | Max Stewart      | 5   | 4   | Rit | Rit | 9   | Rit | Rit | Rit | 5     |
| 11  | John McCormack   | 7   | 8   | Rit | 6   | Rit | 6   | Rit | 5   | 4     |
| 12  | Johnnie Walker   |     |     |     |     |     |     |     | 4   | 3     |
| 13  | Warwick Brown    |     |     |     |     | 7   | 9   | 5   | NC  | 2     |
| 14  | Frank Radisich   | Rit | 9   | 6   | Rit | 10  | 14  | 13  | 7   | 1     |
| =   | Gary Campbell    |     |     |     |     | 11  | 11  | 11  | 6   | 1     |
| 16  | Ken Smith        | 11  | Rit | NA  | 7   |     |     |     |     | 0     |
| 17  | John Harvey      |     |     |     |     |     | NA  | 7   |     | 0     |
| 18  | Robbie Francevic | 9   | Rit | 10  | Rit | 8   | Rit | 8   | Rit | 0     |
| 19  | Baron Robertson  | Rit | 10  | 8   | 8   |     |     |     |     | 0     |
| 20  | Tony Stewart     |     |     |     |     | 13  | 8   | 12  | NC  | 0     |
| 21  | Garrie Cooper    | 13  | 12  | 9   | Rit | 14  |     | 9   | Rit | 0     |
| 22  | Max Stewart      |     |     | Rit | Rit | 9   | Rit | Rit | Rit | 0     |
| 23  | David McConnell  | Rit | Rit | NP  | Rit |     | 10  | 10  |     | 0     |
| 24  | Colin Hyams      |     |     |     |     | 12  | 12  | Rit | Rit | 0     |
| 25  | Peter Hughes     | 12  | NA  |     | NA  |     |     |     |     | 0     |
|     | David Oxton      | Rit |     |     |     |     |     |     |     | -     |
|     | Graeme Lawrence  | Rit |     |     |     |     |     |     |     | -     |
|     | Bryan Faloon     | Rit |     |     |     |     |     |     |     | -     |
|     | Neil Doyle       |     |     | Rit | NP  |     |     |     |     | -     |
|     | Bob Muir         |     |     |     |     | Rit | Rit | Rit |     | -     |
|     | Graham Baker     |     |     | NPR |     |     |     |     |     | -     |
|     | Allan Moffat     | NA  |     |     |     |     |     |     |     | -     |
| Pos | Pilota           | NZL | LEV | LWT | TER | SUR | WAR | AUS | ADE | Punti |

| Colore  | Risultati                                                         |
| ------- | ----------------------------------------------------------------- |
| Oro     | Vincitore                                                         |
| Argento | 2º posto                                                          |
| Bronzo  | 3º posto                                                          |
| Verde   | Finita, a punti                                                   |
| Blu     | Finita, senza punti Finita, non classificato (NC)                 |
| Viola   | Non finita (Rit)                                                  |
| Rosso   | Non qualificato (NQ) Non pre-qualificato (NPQ)                    |
| Nero    | Squalificato (SQ)                                                 |
| Bianco  | Non partito (NP)                                                  |
| Celeste | Disputa solo le prove (SP)                                        |
| Celeste | Iscritto alle prove libere - Terzo pilota (TP) - dal 2003 al 2006 |
| Vuoto   | Non prende parte alle prove (NPR)                                 |
| Vuoto   | Iscritto ma non presente, non arrivato (NA)                       |
| Vuoto   | Ritirato prima dell'evento (WD)                                   |
| Vuoto   | Infortunato (INF)                                                 |
| Vuoto   | Escluso (ES)                                                      |
| Vuoto   | Gara cancellata (C)                                               |